# Hartley (Texas)
Hartley és una concentració de població designada pel cens dels Estats Units a l'estat de Texas. Segons el cens del 2000 tenia 441 habitants.

## Demografia
Segons el cens del 2000, Hartley tenia 441 habitants, 149 habitatges, i 118 famílies. La densitat de població era de 24,4 habitants per km².
Dels 149 habitatges en un 45% hi vivien nens de menys de 18 anys, en un 69,8% hi vivien parelles casades, en un 3,4% dones solteres, i en un 20,8% no eren unitats familiars. En el 17,4% dels habitatges hi vivien persones soles el 10,1% de les quals corresponia a persones de 65 anys o més que vivien soles. El nombre mitjà de persones vivint en cada habitatge era de 2,96 i el nombre mitjà de persones que vivien en cada família era de 3,31.
Per edats la població es repartia de la següent manera: un 34,7% tenia menys de 18 anys, un 8,4% entre 18 i 24, un 29,9% entre 25 i 44, un 18,1% de 45 a 60 i un 8,8% 65 anys o més.
L'edat mediana era de 30 anys. Per cada 100 dones de 18 o més anys hi havia 97,3 homes.
La renda mediana per habitatge era de 38.500 $ i la renda mediana per família de 45.000 $. Els homes tenien una renda mediana de 25.469 $ mentre que les dones 18.750 $. La renda per capita de la població era de 16.150 $. Aproximadament el 10,2% de les famílies i el 10% de la població estaven per davall del llindar de pobresa.

## Poblacions més properes
El següent diagrama mostra les poblacions més properes.